# Манлий Боеций
Вижте пояснителната страница за други личности с името Боеций.
Флавий Нар. Манлий Боеций (на латински: Flavius Nar. Manlius Boethius) е римски политик от 5 век.

## Биография
Той е син на Боеций, който е преториански префект на Италия и през 454 г. убит от Валентиниан III.
Преди 487 г. Манлий Боеций става градски префект на Рим, след това между 480 и 486 г. е преториански префект на Италия. През 487 г. той е сам консул. Същата година става отново градски префект на Рим и получава титлата patricius.